# HD 7186
HD 7186 es una estrella de la secuencia principal de la constelación de Fenix, es una estrella bastante parecida al sol, se encuentra a 404 años luz, 123.4 parsecs.

HD 7186 es una enana amarilla bastante parecida al sol, su tipo espectral es G2V, tiene 9.56 de magnitud visual, 4.11 de absoluta y un índice de color de 0.656.

## Propiedades físicas
HD 7186 tiene una temperatura de 5650K con una luminosidad bolométrica de 1.44 luminosidades solares, una masa de 1.1 soles y un radio de 1.14 radios solares, es un poco mas masiva que el sol pero sigue siendo una enana amarilla.